# Šemša
Šemša – wieś (obec) na Słowacji położona w kraju koszyckim, w powiecie Koszyce-okolice. Pierwsze wzmianki o miejscowości pochodzą z roku 1280. 
Według danych z dnia 31 grudnia 2012, wieś zamieszkiwały 784 osoby, w tym 352 kobiety i 432 mężczyzn.
W 2001 roku rozkład populacji względem narodowości i przynależności etnicznej wyglądał następująco:
- Słowacy – 70,39%
- Czesi – 0,14%
- Rusini – 0,42%
- Ukraińcy – 0,7%

Ze względu na wyznawaną religię struktura mieszkańców kształtowała się w 2001 roku następująco:
- Katolicy rzymscy – 64,25%
- Grekokatolicy – 1,54%
- Ewangelicy – 0,14%
- Prawosławni – 0,56%
- Ateiści – 2,51%
- Nie podano – 30,03%